# Сенусси, Абдалла
Абдулла Сенусси (род. 5 декабря 1949) — ливийский военный деятель; бывший начальник разведки Ливии, муж сестры жены Муаммара Каддафи.

## Биография
В органах разведки служил с 1970-х. В 1980-х он возглавлял внутреннюю разведку Ливии, при его участии многие противники Каддафи были убиты.
Позже он был главой военной разведки. Фигурант дела Локерби, обвиняется в подготовке смертников, взорвавших самолёт. В 1999 году он был осужден заочно во Франции за участие в подготовке подрыва самолёта над Нигером, который привёл к гибели 170 человек.
Также полагается, что он был ответственным за подавление бунта заключенных в тюрьме Абу-Салим в 1996 году и за предполагаемый заговор в 2003 году с целью убийства наследного принца Саудовской Аравии Абдаллы.
Посольство США описало его как доверенное лицо Каддафи. Во время гражданской войны 2011 года в Ливии ПНС обвинило его в привлечении иностранных наёмников. Имел обширные деловые интересы в Ливии. 1 марта 2011 года газета Quryna сообщила, что Каддафи уволил его.
16 мая 2011 года прокурор Международного уголовного суда выдал ордер на арест Абдуллы Сенусси по обвинению в преступлениях против человечности.
17 марта 2012 года было сообщено, что Сенусси арестован в аэропорту Нуакшота в Мавритании. Было сообщено, что ливийские власти потребовали его выдачи.
В сентябре 2012 г. министр иностранных дел Ливана и ливанский судья допрашивали Сенусси о судьбе имама Мусы Садра.
5 сентября Мавритания выдала Сенусси Ливии.
В июле 2015 года Сенусси был приговорён к расстрелу ливийским судом. Он подал апелляционную жалобу.